# Giuseppe Gatti Casazza
Giuseppe Gatti Casazza (Verona, 14 aprile 1870 – Milano, 13 novembre 1947) è stato un ingegnere, architetto, arredatore d'interni, nonché collezionista d'arte italiano.
Figlio del senatore Stefano Gatti e di Ernesta Casazza, era il secondogenito della coppia, fratello di Giulio Gatti Casazza.

## Biografia

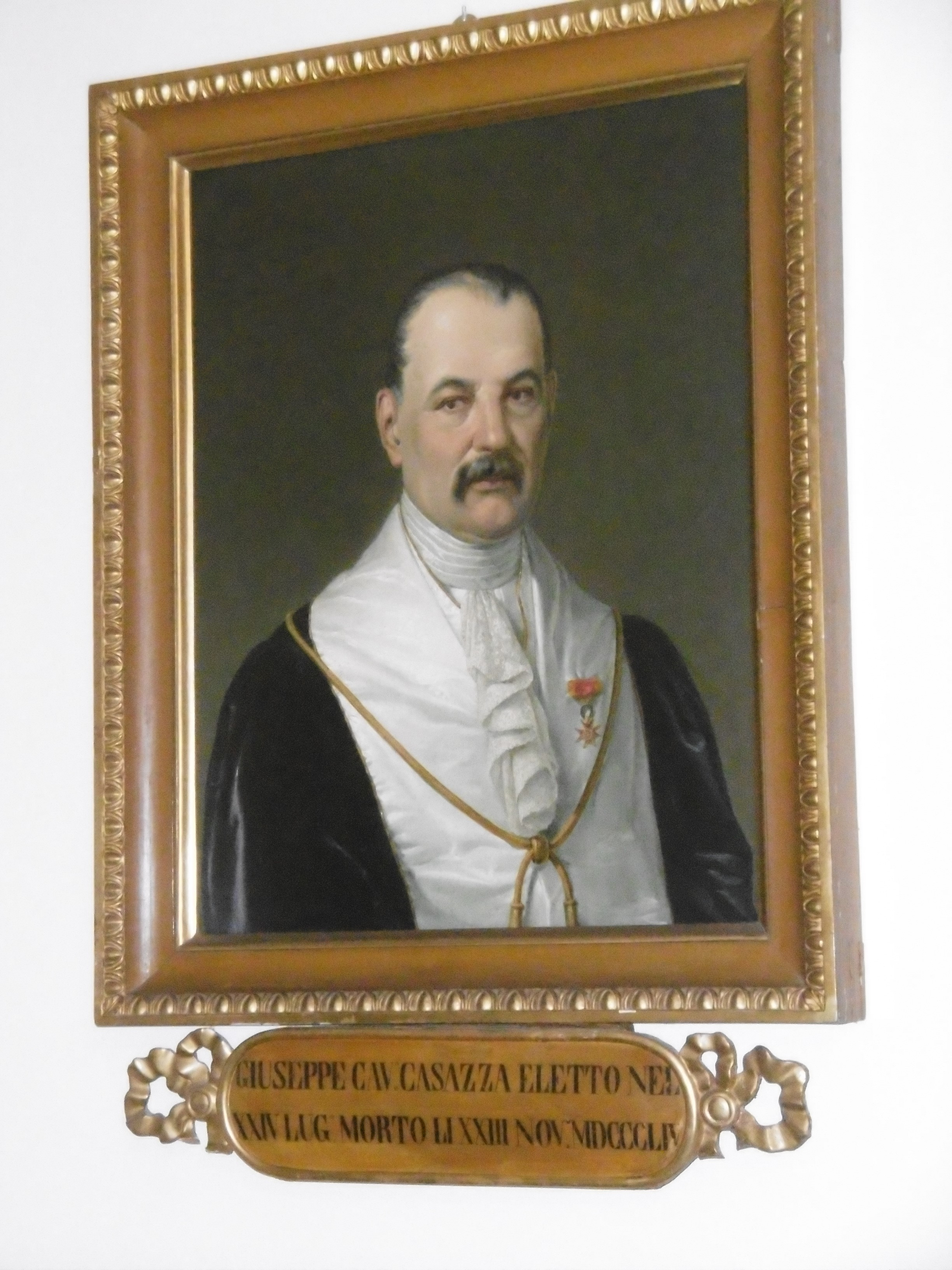
Ritratto di Giuseppe Cavaliere Casazza nel Palazzo Municpale di Ferrara

Laureatosi in ingegneria a Bologna nel 1893 e sposatosi con Antonietta Santini (proveniente da una famiglia ferrarese che possedeva una delle più grandi raccolte d'arte della città), si inserì nel panorama delle arti applicate partecipando all'Esposizione internazionale d'arte decorativa moderna di Torino nel 1902, con la ditta "Arte della Ceramica" (divenuta tra il 1902 e il 1904 "Arte della Ceramica Fontebuoni" in quanto trasferitasi in quella località) assieme a Galileo Chini e al ferrarese Vincenzo Giustiniani. Durante questa esposizione partecipò anche con alcune sue fotografie stereoscopiche che gli valsero premi e riconoscimenti.
Dopo essere stato Segretario dell'Esposizione internazionale di Milano e direttore di eventi come le celebrazioni per il centenario dalla nascita di Giuseppe Verdi nel 1913, Gatti Casazza ebbe incarichi importanti da parte del Governatore della Libia Italo Balbo, con il quale, essendo entrambi ferraresi, instaurò un rapporto di fraterna amicizia.
In Libia, Gatti Casazza lavorò, assieme a Florestano Di Fausto, per i siti di Nalut e Ghadames oltre che per il Palazzo del Governatore.
In Italia si occupò delle residenze private di Balbo, come Punta Ala, e della Casa dell'aviatore a Roma mentre, nella sua Ferrara fu, insieme a Carlo Savonuzzi, uno degli artefici della ristrutturazione della Cassa di Risparmio di Ferrara.
Cominciò fin dalla giovane età a collezionare oggetti d'arte di tutte le fogge e tipi: dai quadri alle stampe, dai mobili ai vetri, con particolare predilezione per il Settecento veneziano.
La Collezione Gatti Casazza divenne, dopo l'acquisto della "Casetta Rossa" in Campo San Marcuola a Venezia, punto di riferimento di tutti gli esperti d'arte del settecento. Alvise Zorzi, nella sua opera Canal Grande, paragona addirittura la figura di Gatti Casazza a quella di Teodoro Correr, per sottolineare quanto la portata collezionistica di questa raccolta fosse importante.
Questo scrigno del Settecento fu visitato e studiato, oltre che da Nino Barbantini, anch'egli amico fraterno del Gatti Casazza, anche da Rodolfo Pallucchini, Giulio Lorenzetti, Ugo Ojetti e Vittorio Cini.
Molte delle opere furono esposte nelle mostre più importanti dell'epoca che vedevano il Settecento italiano come un secolo da riscoprire e valorizzare.
La collezione vantava nomi come Gian Domenico Tiepolo, Giulia Lama, Orazio Marinali, Rosalba Carriera, Alessandro Magnasco, Giovanni Paolo Panini e Pietro e Alessandro Longhi.
Dopo la sua morte, una piccola parte della collezione è stata donata, per volere testamentario, al Museo del Settecento Veneziano di Ca' Rezzonico. Gran parte di questo immenso patrimonio, a causa dei passaggi di successione tra gli eredi, risulta però disperso.